# Губін Іван Архипович
Іван Архипович Губін (нар. 12 квітня 1922, село Слєпиє, тепер Дівеєвського району Нижньогородської області, Російська Федерація — 2 липня 1982, місто Рига, тепер Латвія) — радянський військово-політичний діяч, член Військової ради — начальник політуправління Прибалтійського військового округу, член Військової ради — начальник політичного управління Групи радянських військ у Німеччині, генерал-полковник (30.10.1978). Член Центральної Ревізійної комісії КПРС у 1981—1982 роках. Депутат Верховної ради Латвійської РСР 9—10-го скликань.

## Життєпис
Народився в селянській родині. Трудову діяльність розпочав у 1941 році техніком-дорожником, працював начальником дільниці оборонного будівництва.
Член ВКП(б) з 1941 року.
У Червоній армії з 1942 року. Служив заступником політичного керівника, комсомольським організатором батальйону і полку, помічником начальника політичного відділу із комсомольської роботи 312-ї стрілецької дивізії на Брянському, 1-му та 2-му Білоруських фронтах. Учасник німецько-радянської війни
З 1946 року — в апараті політичного управління Радянської військової адміністрації в Німеччині.
У 1951 році закінчив Військово-політичну академію імені Леніна.
У 1951—1959 роках — заступник командира полку із політичної частини, заступник начальника відділу політичного управління Прибалтійського військового округу.
У 1959—1962 роках — начальник політичного відділу дивізії, в 1962—1970 роках — заступник, 1-й заступник начальника політичного відділу армії, член Військової ради — начальник політичного відділу армії Прибалтійського військового округу.
У 1970—1971 роках — 1-й заступник начальника політичного управління Прибалтійського військового округу 
У 1971 — січні 1981 року — член Військової ради — начальник політичного управління Прибалтійського військового округу (штаб — в місті Рига Латвійської РСР).
У січні 1981 — 2 липня 1982 року — член Військової ради — начальник політичного управління Групи радянських військ у Німеччині.
Помер 2 липня 1982 року. Похований на цвинтарі Райніса в місті Ризі.

## Військові звання
- полковник
- генерал-майор (25.10.1967)
- генерал-лейтенант (4.11.1973)
- генерал-полковник (30.10.1978)

## Нагороди
- орден Жовтневої Революції
- орден Червоного Прапора
- орден Вітчизняної війни І ст.
- три ордени Червоної Зірки
- орден «За службу Батьківщині в Збройних Силах СРСР» III ступеня
- медаль «За бойові заслуги»
- медалі